# Tour de Francia 1910
El 8.º Tour de Francia tuvo lugar entre el 3 y el 31 de julio de 1910 a lo largo de 4 737 km repartidos en 15 etapas, que se corrió con una velocidad media de 28,680 km/h Esta fue la primera edición en la que la carrera se adentró por los puertos de montaña de los Pirineos. Los dos principales candidatos a la victoria eran el vencedor del 1909, François Faber, un velocista, y Octave Lapize, un escalador, ambos miembros del todopoderoso equipo Alcyon. Debido a la existencia del sistema de puntos las posibilidades de victoria final eran similares para ambos. La carrera no se decidió hasta la última etapa, donde Lapize ganó por solo cuatro puntos.
La clasificación final, como en años precedentes, se calculó por puntos, siendo el vencedor el que menos puntos conseguía. Las etapas eran muy similares a las de 1907 y 1908.

## Cambios respecto a la edición anterior
Las ediciones del Tour de Francia de 1907, 1908 y 1909 habían sido casi idénticas. 1910 se incluyeron los Pirineos por primera vez por iniciativa de Adolphe Steiner, que había diseñado el recorrido del Tour de Francia desde el inicio. Comparado con los Tours de 1907, 1908 y 1909 las etapas Nimes-Toulouse y Toulouse-Bayona son reemplazadas por tres etapas: Nimes-Perpiñán, Perpiñán-Bagnères-de-Luchon y Bagnères-de-Luchon-Bayona.
Henri Desgrange, organizador del Tour, rechazó la propuesta de incluir los Pirineos en un primer momento, pero posteriormente cedió y envió a Steiner a los Pirineos para ver si era posible enviar los ciclistas para superar las montañas. Steiner encontró numerosas dificultades. Llegó el 27 de enero de 1910 y preguntó a un hostelero informaciones sobre el Tourmalet. El hostelero le informó que apenas en julio sería transitable, por lo que en pleno mes de enero era imposible ir. Steiner, de todos modos, alquiló un coche y se dirigió a la montaña. A partir del punto en que la nieve le impidió seguir al coche, él continuó a pie. Steiner caminó durante la noche, cayendo por un barranco. A les tres de la madrugada fue encontrado por un grupo de búsqueda. Rápidamente se le dio de comer y un baño caliente. A la mañana siguiente, envió un telegrama positivo a Desgrange: "Han cruzado el Tourmalet a pie STOP Camino transitable para vehículos STOP No hay nieve STOP". 
Cuando se anunció que los Pirineos se incluirían en el trazado había 136 ciclistas inscritos. Tras la noticia, 26 ciclistas decidieron renunciar a tomar parte. Otros diarios reaccionaron tratando el recorrido de "peligroso" y "extraño".
Otra novedad de 1910 fue la inclusión del coche escoba, encargado de recoger los ciclistas que iban abandonando durante la carrera. Esta fue una reacción de los organizadores del Tour a las críticas recibidas por los ciclistas por la dificultad de las montañas. En la décima etapa, con cuatro puertos por los Pirineos, a los ciclistas se les permitió terminar la etapa en el coche escoba e iniciar la siguiente etapa.
Lo que no cambió fue el sistema de clasificación por puntos. El ciclista recibía puntos según su clasificación en la etapa y de la misma manera como en 1909 la clasificación se depuró dos veces: después de la novena y decimocuarta etapa. Los ciclistas que habían abandonado la carrera fueron retirados de la clasificación de las etapas anteriores, y la clasificación se volvió a calcular.

## Participantes
Aunque los ciclistas pueden registrarse bajo un patrocinador desde 1909, a la hora de la verdad los corredores corrían de manera individual. No sería hasta esta edición cuando correrían realmente en equipos.
La aceptación de los Pirineos por parte de los ciclistas no fue del todo positiva y hubo menos participantes que en la edición de 1909: 110 frente a 150. Había tres equipos integrados por 10 ciclistas cada uno, que incluían todos los favoritos a la victoria final:  Alcyon, Le Globe y Legnano. Los otros 80 ciclistas corrían de manera individual, integrados en la categoría de los "isolés". Participó por primera vez un español, Vicente Blanco, "El Cojo".

## Desarrollo de la carrera
La primera etapa, entre París y Roubaix, fue ganada por Charles Crupelandt. En la segunda etapa François Faber demostró su buen estado de forma, ganando la etapa y poniéndose líder. En el día de descanso que hubo entre la sexta y séptima etapa, en Niza, el ciclista Adolphe Hélière murió mientras nadaba, siendo la primera víctima del Tour de Francia.
En la novena etapa se tuvieron que superar cuatro puertos de montaña, entre ellos el Col de Port y el Col de Portet-d'Aspet, y Desgrange vio los numerosos problemas que tenían los ciclistas para superarlos. La décima etapa incluyó el paso por los principales cuellos pirenaicos: Col de Peyresourde, Col d'Aspin, Tourmalet y Col d'Aubisque, mientras Desgrange dejaba la carrera en manos de Victor Breyer, que hacía de director de la etapa. 
En esta décima edición, el Tourmalet representaba el punto más elevado de la carrera, siendo Octave Lapize el primero en pasar por la cima, seguido por Gustave Garrigou. Garrigou fue el único ciclista que alcanzó la cima sin bajarse de la bicicleta, recibiendo un premio adicional de 100 francos por este motivo. En la siguiente ascensión, el Col d'Aubisque, Lapize luchó por ser el primero, pero finalmente fue François Lafourcade el primero en pasar. Los organizadores tenían estacionado un coche en la cima del cuello y cuando Lafourcade pasó por allí no lo reconocieron. Cuando se dieron cuenta de que Lafourcade ya había pasado quedaron sorprendidos de que un ciclista desconocido hubiera podido superar a todos los favoritos. Cuando Lapize superó el coche de la organización exclamó: "¡Asesinos!", y anunció que abandonaría durante el descenso. 
En el descenso recuperó fuerzas e incluso superó a Lafourcade, para ganar la etapa.
Después de la duodécima etapa Faber era líder de la carrera por un solo punto. 
En aquella etapa, con llegada a Brest, Faber pinchó 
y Lapize pasó a liderar la carrera, ayudado por Garrigou.
En la decimocuarta etapa Faber se escapó casi desde el principio, en lo que podría ser su última oportunidad para ganar el Tour de Francia. Parecía que lo podía conseguir, hasta que un pinchazo le hizo perder tiempo y Lapize acabaría alcanzándolo, de nuevo con la ayuda de Garrigou. Lapize aumentó su diferencia al ganar la etapa, iniciando la última etapa con un margen de seis puntos. En esta última etapa era Lapize quien sufría un pinchazo poco después de iniciarse la etapa. Faber salió a gran velocidad, pero no pudo conseguir la hazaña, ya que tenía así mismo una rueda pinchada. Aunque terminó por delante de Lapize, finalmente sólo pudo recuperar dos puntos, por lo que el Tour de Francia 1910 fue para Lapize. En esta etapa por primera vez una persona no francófona ganaba una etapa del Tour. Este honor recayó en el italiano Ernesto Azzini.

## Resultados
Los ciclistas del equipo  Alcyon dominaron el Tour de Francia de 1910, ganando 9 de las 15 etapas.

## Las etapas
| Etapa | Fecha       | Recorrido         | Distancia (km) | Ganador            | Líder              |
| ----- | ----------- | ----------------- | -------------- | ------------------ | ------------------ |
| 1.ª   | 3 de julio  | París - Roubaix   | 272            | Charles Crupelandt | Charles Crupelandt |
| 2.ª   | 5 de julio  | Roubaix - Metz    | 398            | François Faber     | François Faber     |
| 3.ª   | 7 de julio  | Metz - Belfort    | 259            | Émile Georget      | François Faber     |
| 4.ª   | 9 de julio  | Belfort - Lyon    | 309            | François Faber     | François Faber     |
| 5.ª   | 11 de julio | Lyon - Grenoble   | 311            | Octave Lapize      | François Faber     |
| 6.ª   | 13 de julio | Grenoble - Niza   | 345            | Julien Maitron     | François Faber     |
| 7.ª   | 15 de julio | Niza - Nimes      | 345            | François Faber     | François Faber     |
| 8.ª   | 17 de julio | Nimes - Perpiñán  | 216            | Georges Paulmier   | François Faber     |
| 9.ª   | 19 de julio | Perpiñán - Luchon | 289            | Octave Lapize      | François Faber     |
| 10.ª  | 21 de julio | Luchon - Bayona   | 326            | Octave Lapize      | François Faber     |
| 11.ª  | 23 de julio | Bayona - Burdeos  | 326            | Ernest Paul        | François Faber     |
| 12.ª  | 25 de julio | Burdeos - Nantes  | 391            | Louis Trousselier  | François Faber     |
| 13.ª  | 27 de julio | Nantes - Brest    | 321            | Gustave Garrigou   | Octave Lapize      |
| 14.ª  | 29 de julio | Brest - Caen      | 424            | Octave Lapize      | Octave Lapize      |
| 15.ª  | 31 de julio | Caen - París      | 262            | Ernesto Azzini     | Octave Lapize      |

## Clasificación

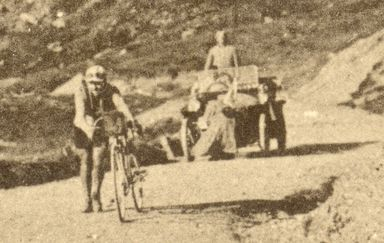
Octave Lapize, el vencedor del Tour de Franxia de 1910, subiendo el Tourmalet a pie.

De los 110 ciclistas que iniciaron la carrera sólo 41 lo acabaron. El vencedor, Octave Lapize, recibió 5.000 francos por su victoria. En total obtuvo 7.525 francos durante la carrera.
| Clasificación general |                      |               |        |
| Ciclista              | Ciclista             | Equipo        | Puntos |
| --------------------- | -------------------- | ------------- | ------ |
| 1.º                   | Octave Lapize        | Alcyon-Dunlop | 63     |
| 2.º                   | François Faber       | Alcyon-Dunlop | 67     |
| 3.º                   | Gustave Garrigou     | Alcyon-Dunlop | 86     |
| 4.º                   | Cyrille Van Hauwaert | Alcyon-Dunlop | 97     |
| 5.º                   | Charles Cruchon      | Independiente | 119    |
| 6.º                   | Charles Crupelandt   | Le Globe      | 148    |
| 7.º                   | Ernest Paul          | Independiente | 154    |
| 8.º                   | André Blaise         | Alcyon-Dunlop | 166    |
| 9.º                   | Julien Maitron       | Le Globe      | 171    |
| 10.º                  | Aldo Bettini         | Alcyon-Dunlop | 175    |

### Otras clasificaciones
El quinto clasificado, Charles Cruchon ganó la categoría de los "isolé". El diario organizador de la carrera, L'Auto nombró a Octave Lapize el meilleur grimpeur, el mejor escalador. Este título no oficial es el predecesor de la clasificación de la montaña.

## Libros y otros
- Coll., Tour de Francia, 100 años, París, L'Équipe, 2003] (enlace roto disponible en Internet Archive; véase el historial, la primera versión y la última)., tomo 1, p.72-79 (en francés)

## Sitios externos
- Wikimedia Commons alberga una categoría multimedia sobre Tour de Francia 1910.
- La mémoire du cyclisme / Tour 1910 Archivado el 5 de septiembre de 2008 en Wayback Machine. (en francés)

- Datos: Q634350
- Multimedia: Tour de France 1910 / Q634350